# Canton de Strasbourg-2
Le canton de Strasbourg-2 est une circonscription électorale française située dans circonscription administrative du Bas-Rhin sur le territoire de la collectivité européenne d'Alsace.
Il comprend les quartiers de la Gare, d'une partie des Halles, de l'Elsau, de la Montagne Verte et de Koenigshoffen,.

## Histoire
De 1833 à 1871 et de 1919 à 1962, il n'y avait que 4 cantons dans l'arrondissement de Strasbourg-Ville : les cantons de Strasbourg-Est, Strasbourg-Nord, Strasbourg-Ouest et Strasbourg-Sud.
Le canton de Strasbourg-2 est créé en 1962.
Par décret du 18 février 2014, le nombre de cantons du département est divisé par deux, avec mise en application aux élections départementales de mars 2015. Le canton de Strasbourg-2 est conservé et s'agrandit.

## Représentation

### Représentation de 1962 à 2015
| Période | Période | Identité                | Étiquette                     | Qualité                                          |
| ------- | ------- | ----------------------- | ----------------------------- | ------------------------------------------------ |
| 1962    | 1998    | Gilbert Jost            | MRP puis CD puis CDP puis UDF | Chef d'entreprise Adjoint au maire de Strasbourg |
| 1998    | 2011    | Jean-Jacques Gsell      | PS                            | Avocat Adjoint au maire de Strasbourg            |
| 2011    | 2015    | Marie-Dominique Dreyssé | EELV                          | Kinésithérapeute Adjointe au maire de Strasbourg |

### Représentation depuis 2015
| Période élective | Période élective | Mandat | Mandat   | Identité       | Nuance | Nuance | Qualité |
| ---------------- | ---------------- | ------ | -------- | -------------- | ------ | ------ | --- |
| 2015             | 2021             | 2015   | 2021     | Éric Elkouby   |        | PS     | Fonctionnaire territorial Ancien attaché parlementaire et suppléant d'Armand Jung Ancien conseiller général du Canton de Strasbourg-9 (2011-2015) Député (2016-2017) |
| 2015             | 2021             | 2015   | 2021     | Martine Jung   |        | PS     | Avocat Conseillère municipale de Strasbourg |
| 2021             | 2028             | 2021   | en cours | Damien Frémont |        | EELV   | Préparateur en pharmacie, Koenigshoffen-Gare |
| 2021             | 2028             | 2021   | en cours | Fleur Laronze  |        | PCF    | Enseignante-chercheure en droit du travail |

À l'issue du 1er tour des élections départementales de 2015, deux binômes sont en ballotage : Éric Elkouby et Martine Jung (PS, 29,69 %) et Andréa Didelot et Ludmila Klymko (FN, 21,03 %). Le taux de participation est de 40,93 % (8 517 votants sur 20 807 inscrits) contre 47,83 % au niveau départemental et 50,17 % au niveau national.
Au second tour, Éric Elkouby et Martine Jung (PS) sont élus avec 68,02 % des suffrages exprimés et un taux de participation de 40,77 % (5 271 voix pour 8 482 votants et 20 807 inscrits). Le binôme Front National réalisera tout de même le score notable de 31,98 % de voix, record historique du parti dans la capitale alsacienne.

## Composition

### Composition avant 2015
Le canton de Strasbourg-2 comprenait une partie de la commune de Strasbourg (Gare, Halles et Finkwiller).

### Composition depuis 2015
| Nom                                | Code Insee | Intercommunalité            | Superficie (km2) | Population (dernière pop. légale)                 | Densité (hab./km2) | Modifier                                    |
| ---------------------------------- | ---------- | --------------------------- | ---------------- | ------------------------------------------------- | ------------------ | ------------------------------------------- |
| Strasbourg (bureau centralisateur) | 67482      | Eurométropole de Strasbourg | 78,26            | Fraction : 44 894 (2022) Commune : 291 709 (2022) | 3 727              | modifier les données · modifier les données |
| Canton de Strasbourg-2             | 6718       |                             |                  | 44 894 (2022)                                     |                    | modifier les données                        |

Le canton de Strasbourg-2 est formé de la partie de la commune de Strasbourg située au sud d'une ligne définie par l'axe des voies et limites suivantes : depuis la limite territoriale de la commune d'Illkirch-Graffenstaden, canal du Rhône au Rhin, pont du Heyritz, quai Louis-Pasteur, quai Mathiss, pont des Frères-Matthis, cours de l'Ill, quai Turckheim, quai Desaix, quai de Paris, pont de Paris, rue de Sébastopol, place des Halles, rue des Halles, boulevard du Président-Wilson, rue Georges-Wodli, rue de Sarrelouis, petite rue des Magasins, rue de Sarrebourg, voie de chemin de fer, canal de dérivation, rue de Koenigshoffen, route des Romains, allée des Comtes, rue Paul-Verlaine, voie de chemin de fer, chemin du Cuivre, rue de l'Engelbreit, rue Cicéron, rue Virgile.
Il comprend les quartiers de la Gare, de la Montagne Verte, de l'Elsau, de Koenigshoffen et une partie du quartier des Halles.

## Démographie

### Démographie avant 2015
| 1962 | 1968 | 1975 | 1982 | 1990   | 1999   | 2006   | 2011   | 2012   |
| ---- | ---- | ---- | ---- | ------ | ------ | ------ | ------ | ------ |
| -    | -    | -    | -    | 19 421 | 21 362 | 23 094 | 22 065 | 22 073 |

### Démographie depuis 2015
En 2022, le canton comptait 44 894 habitants, en évolution de +2,97 % par rapport à 2016 (Bas-Rhin : +3,17 %, France hors Mayotte : +2,11 %).
| 2013   | 2018   | 2022   |
| ------ | ------ | ------ |
| 42 061 | 44 696 | 44 894 |